# Distrikt Buenavista Alta
Der Distrikt Buenavista Alta (alternative Schreibweise: Distrikt Buena Vista Alta) liegt in der Provinz Casma in der Region Ancash im zentralen Westen von Peru. Er besitzt eine Fläche von 476,62 km². Beim Zensus 2017 wurden 4831 Einwohner gezählt. Im Jahr 1993 lag die Einwohnerzahl bei 3581, im Jahr 2007 bei 3937. Verwaltungssitz ist die am linken Flussufer des Río Sechín auf einer Höhe von 216 m gelegene Ortschaft Buenavista Alta.

## Geographische Lage
Der Distrikt Buenavista Alta liegt im Nordosten der Provinz Casma, etwa 60 km südöstlich der Hafenstadt Chimbote. Er erstreckt sich über die westlichen Ausläufer der Cordillera Negra, die zur peruanischen Westkordillere gehört. Die Pazifikküste liegt 18 km entfernt. Der Fluss Río Sechín, ein rechter Nebenfluss des Río Casma, durchfließt den Distrikt in überwiegend südwestlicher Richtung. Entlang dessen Flusslauf wird bewässerte Landwirtschaft betrieben. Ansonsten besteht die Landschaft aus wüstenhafter Vegetation. Die Nationalstraße 14A von Casma über Yaután nach Huaraz verläuft an Buenavista Alta, dem Verwaltungssitz des Distriktes, vorbei.
Im Norden grenzt der Distrikt Buenavista Alta an die Provinz Santa, im Osten an die Provinz Yungay, im Südosten an den Distrikt Yaután sowie im Südwesten und Westen an den Distrikt Casma.

## Ortschaften im Distrikt
Im Distrikt gibt es folgende größere Orte:
- Buenavista Alta (357 Einwohner)
- Buenavista Baja (1177 Einwohner)
- Huanchuy (832 Einwohner)